# Le Gué-de-Longroi
Le Gué-de-Longroi és un municipi francès, situat al departament de l'Eure i Loir i a la regió de Centre – Vall del Loira. L'any 2007 tenia 750 habitants.

## Demografia

### Població
El 2007 la població de fet de Le Gué-de-Longroi era de 750 persones. Hi havia 261 famílies, de les quals 48 eren unipersonals (28 homes vivint sols i 20 dones vivint soles), 80 parelles sense fills, 121 parelles amb fills i 12 famílies monoparentals amb fills.
La població ha evolucionat segons el següent gràfic:
Habitants censats

### Habitatges
El 2007 hi havia 302 habitatges, 263 eren l'habitatge principal de la família, 23 eren segones residències i 16 estaven desocupats. 299 eren cases i 3 eren apartaments. Dels 263 habitatges principals, 228 estaven ocupats pels seus propietaris, 31 estaven llogats i ocupats pels llogaters i 4 estaven cedits a títol gratuït; 1 tenia una cambra, 6 en tenien dues, 34 en tenien tres, 42 en tenien quatre i 180 en tenien cinc o més. 212 habitatges disposaven pel capbaix d'una plaça de pàrquing. A 88 habitatges hi havia un automòbil i a 166 n'hi havia dos o més.

### Piràmide de població
La piràmide de població per edats i sexe el 2009 era:
| Homes | Edats   | Dones |
| ----- | ------- | ----- |
| 0     | 95 o +  | 0     |
| 0     | 90 a 94 | 0     |
| 0     | 85 a 89 | 8     |
| 4     | 80 a 84 | 8     |
| 12    | 75 a 79 | 12    |
| 4     | 70 a 74 | 12    |
| 4     | 65 a 69 | 8     |
| 8     | 60 a 64 | 12    |
| 20    | 55 a 59 | 8     |
| 44    | 50 a 54 | 24    |
| 24    | 45 a 49 | 44    |
| 44    | 40 a 44 | 32    |
| 28    | 35 a 39 | 20    |
| 36    | 30 a 34 | 28    |
| 24    | 25 a 29 | 16    |
| 12    | 20 a 24 | 16    |
| 20    | 15 a 19 | 12    |
| 32    | 10 a 14 | 20    |
| 20    | 5 a 9   | 36    |
| 24    | 0 a 4   | 20    |

## Economia
El 2007 la població en edat de treballar era de 521 persones, 395 eren actives i 126 eren inactives. De les 395 persones actives 379 estaven ocupades (213 homes i 166 dones) i 16 estaven aturades (7 homes i 9 dones). De les 126 persones inactives 34 estaven jubilades, 53 estaven estudiant i 39 estaven classificades com a «altres inactius».

### Ingressos
El 2009 a Le Gué-de-Longroi hi havia 277 unitats fiscals que integraven 800,5 persones, la mediana anual d'ingressos fiscals per persona era de 22.249 €.

### Activitats econòmiques
Dels 27 establiments que hi havia el 2007, 1 era d'una empresa extractiva, 1 d'una empresa de fabricació de material elèctric, 2 d'empreses de fabricació d'altres productes industrials, 3 d'empreses de construcció, 8 d'empreses de comerç i reparació d'automòbils, 2 d'empreses de transport, 1 d'una empresa d'hostatgeria i restauració, 1 d'una empresa d'informació i comunicació, 3 d'empreses immobiliàries, 3 d'empreses de serveis, 1 d'una entitat de l'administració pública i 1 d'una empresa classificada com a «altres activitats de serveis».
Dels 8 establiments de servei als particulars que hi havia el 2009, 2 eren tallers de reparació d'automòbils i de material agrícola, 1 paleta, 1 fusteria, 1 electricista, 1 perruqueria, 1 restaurant i 1 agència immobiliària.
L'únic establiment comercial que hi havia el 2009 era una fleca.
L'any 2000 a Le Gué-de-Longroi hi havia 7 explotacions agrícoles.

## Equipaments sanitaris i escolars
El 2009 hi havia una escola elemental.

## Poblacions més properes
El següent diagrama mostra les poblacions més properes.